# Sadaf Khadem
Sadaf Khadem (Teheran, 23 januari 1995) is een Iraans bokser. Haar eerste internationale wedstrijd was op 14 april 2019 in het Franse Royan, waar zij de Franse bokser Anne Chauvin versloeg. Khadem is de eerste vrouwelijke bokser die sinds de Iraanse Revolutie van 1979 uitkwam in een officiële internationale wedstrijd en is de eerste Iraanse die een internationale wedstrijd won. Boksen is sinds de Iraanse revolutie in Iran verboden voor vrouwen.
Khadem wordt getraind door Mahyar Monshipour, oud-wereldkampioen super-bantamgewicht tussen 2003 en 2006. Na de wedstrijd vaardigde Iran een arrestatiebevel uit, waardoor Khadem en Monshipour niet konden terugkeren naar Iran.